# 天主教諾丁漢教區
天主教諾丁漢教區（拉丁語：Dioecesis Nottinghamensis）是英國英格蘭一個羅馬天主教教區。包括除巴西特勞外的諾丁漢郡、德比郡、萊斯特郡、林肯郡和拉特蘭郡。屬威斯敏斯特總教區。
2011年，有155,000名教友，估轄區總人口3.9%，有108個堂區、181名司鐸、38名終身執事、72名修士、60名修女。現任主教為馬爾科姆·麥克馬洪。1850年，英格蘭恢復聖統制，升為教區。